# Золотой юбилей королевы Виктории
Золотой юбилей королевы Виктории отмечался 20 и 21 июня 1887 года в ознаменование 50-летия восшествия на престол королевы Виктории 20 июня 1837 года. Празднование включало благодарственный молебен в Вестминстерском аббатстве и торжественный приём, на который были приглашены 50 европейских монарших особ.

## Подготовка
По мере приближения пятидесятой годовщины восшествия на престол королевы Виктории росло общественное ожидание национальных торжеств. Во время предыдущего королевского юбилея, Золотого юбилея Георга III, король был болен и оставался в Виндзорском замке, поэтому не было примерного протокола, которому следовало бы подражать. В 1872 году выздоровление Эдуарда, принца Уэльского, от брюшного тифа было отмечено шествием Виктории через Лондон на благодарственную службу в соборе Святого Павла; несмотря на нежелание королевы, это событие получило ошеломляющий успех, посрамивший многих критиков монархии. Обсуждая мероприятия в честь Золотого юбилея, Виктория сообщила премьер-министру консерватору лорду Солсбери, что она намерена провести благодарственную службу в Вестминстерском аббатстве. Это влекло за собой значительные ремонтные работы внутри аббатства, которые лорд Солсбери неохотно согласился финансировать, но он настоял на том, чтобы королева взяла на себя остальные расходы.
По случаю своего Золотого юбилея королева Виктория написала благодарственное послание своему народу, которое затем было опубликовано в London Gazette и общенациональных газетах.

## Празднование
Первые официальные мероприятия Золотого юбилея состоялись в Индийской империи в феврале, с целью избежать летней жары. Празднование было организовано вице-королем лордом Литтоном, многие из протокольных событий британской администрации были проигнорированы местными правителями. На праздновании в Бомбее присутствовал принц Артур, герцог Коннаутский. Кроме того, Виктория приказала доставить в Лондон контингент кавалерии из Британской индийской армии в качестве своего личного эскорта и отправила приглашения на юбилейные торжества в метрополии тем правителям индийских княжеств, которые были готовы совершить длительное путешествие в Лондон.

### 20 июня
20 июня 1887 года королева позавтракала на открытом воздухе под деревьями во Фрогморе, где был похоронен принц Альберт.
Затем она отправилась на поезде до Паддингтона, а затем в Букингемский дворец на обед. Вечером состоялся банкет, на котором присутствовали пятьдесят иностранных монархов и принцев, а также главы правительств заморских колоний и доминионов Британии.

### 21 июня
На следующий день королева приняла участие в процессии в открытом ландо, запряженном шестью лошадьми кремовой масти, через Лондон в Вестминстерское аббатство в сопровождении индийского кавалерийского эскорта. По словам Марка Твена, шествие по Лондону «растянулось до предела видимости в обоих направлениях». Зрители размещались на трибунах, возведенных специально для этой цели на протяжении 10 миль.
В Вестминстерском аббатстве прошла благодарственная служба в честь правления королевы. Музыка включала гимн Te Deum, написанный принцем Альбертом.
Вернувшись во дворец, королева вышла на балкон и была встречена приветственными криками окруживших дворец людей. В бальном зале она раздала броши, сделанные к юбилею, своей семье. Вечером для банкета она надела платье, расшитое серебряными розами, чертополохом и клевером. Затем она приняла процессию дипломатов и индийских принцев, после чего наблюдала фейерверк в дворцовом саду.

### 22 июня
На следующее утро Виктория отправилась в Сент-Джеймсский дворец, чтобы навестить вдовствующую герцогиню Кембриджскую. Днем королева посетила вечеринку в Гайд-парке для 26 000 школьников, которым вручили стакан молока, булочку и юбилейную кружку. Вернувшись в Виндзор на поезде, королева открыла свою бронзовую статую на Касл-Хилле работы сэра Эдгара Бёма, а затем наблюдала за факельным шествием школьников Итонского колледжа.

### 9 июля
Виктория и другие члены королевской семьи посетили юбилейный полевой государственный смотр британской армии в Олдершоте. Общая численность участвовавших в смотре войск составила более 58 000 человек. Королева в сопровождении 10-го Королевского гусарского полка, в котором служил принц Альберт Виктор, выслушала доклад главнокомандующего войсками принца Джорджа, герцога Кембриджского, а затем наблюдала за торжественным маршем всех войск. Впечатление от парада было слегка испорчено огромными облаками пыли, несмотря на то, что были использованы специальные поливальные машины. После обеда в специально возведенном павильоне королева вернулась в Виндзор на поезде.

### 23 июля
Виктория и королевская семья посетили юбилейный смотр флота в Спитхеде у побережья Портсмута. В морском параде участвовало более ста военных кораблей Королевского флота и десятки других судов. Британский флот включал 26 броненосцев, 14 крейсеров, 31 канонерскую лодку и 38 торпедных катеров; в общей сложности эти корабли несли 442 орудия и имели экипаж из 16 136 офицеров и матросов. Присутствовали несколько иностранных военных кораблей, а также транспорты для перевозки войск, крупные торговые суда, яхты и многочисленные небольшие суда, заполненные зрителями. Королева и другие важные гости прошли вдоль рядов стоящих на якоре кораблей во главе с королевской яхтой "Виктория и Альберт". Ночью корабли освещались прожекторами. В отчете ВМС США обзор описывался как «самый впечатляющий из когда-либо виденных».
На юбилее королева наняла двух индийских мусульман в качестве официантов: Мохаммеда Букша и Абдула Карима.
Памятный бюст Виктории был заказан скульптору Фрэнсису Джону Уильямсону. Было сделано много копий, которые распространялись по всей Британской империи.
Была учреждена специальная медаль Золотого юбилея, которая вручалась участникам юбилейных торжеств.
Во многих британских городах были возведены памятники, башни с часами или здания в ознаменование юбилея, включая Королевскую аркаду в Лидсе, Юбилейный мемориал в Харрогейте, Юбилейную часовую башню в Уэймуте, Юбилейную часовую башню в Брайтоне и Часовую башню в Крю.

## Галерея

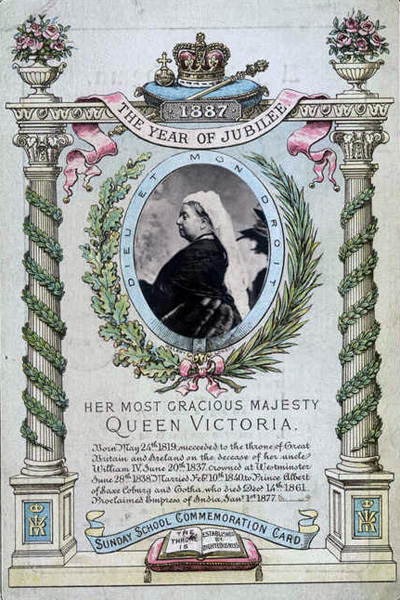
Открытка к золотому юбилею, 1887 год
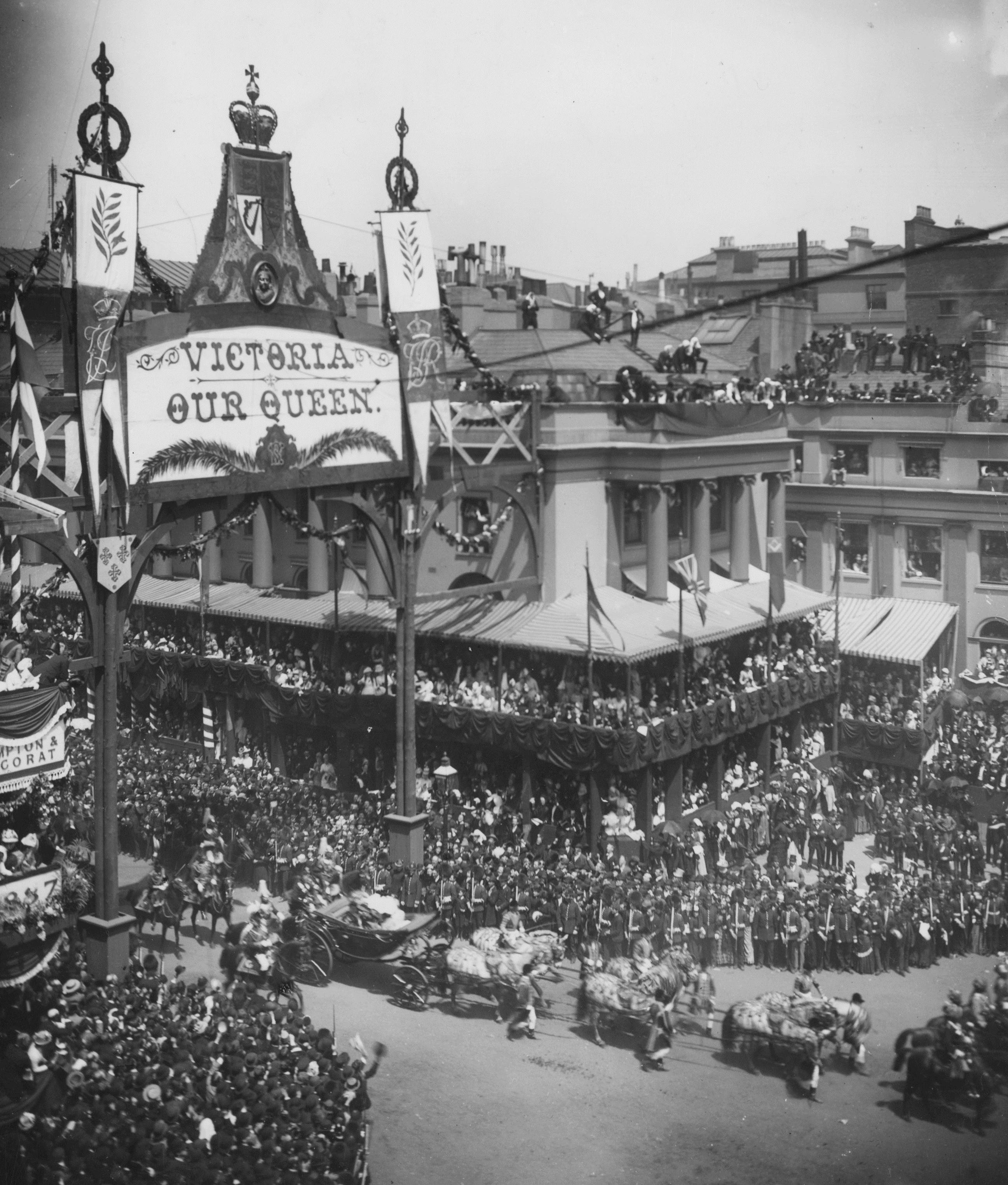
Шествие в честь Золотого юбилея королевы Виктории на Нижней Риджент-стрит, 1887 год
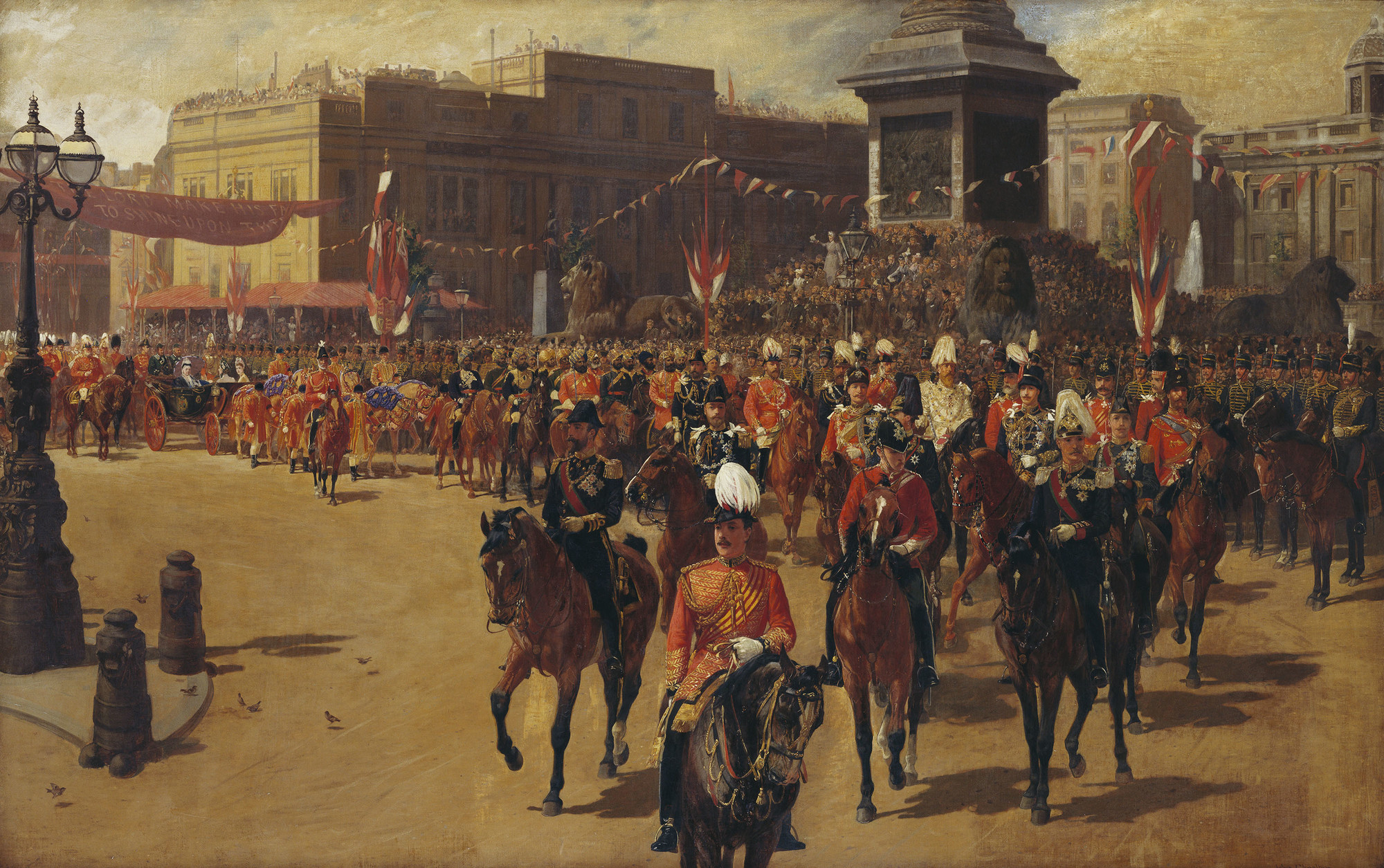
21 июня 1887 года, Королевская процессия проходит по Трафальгарской площади, картина Джона Чарльтона
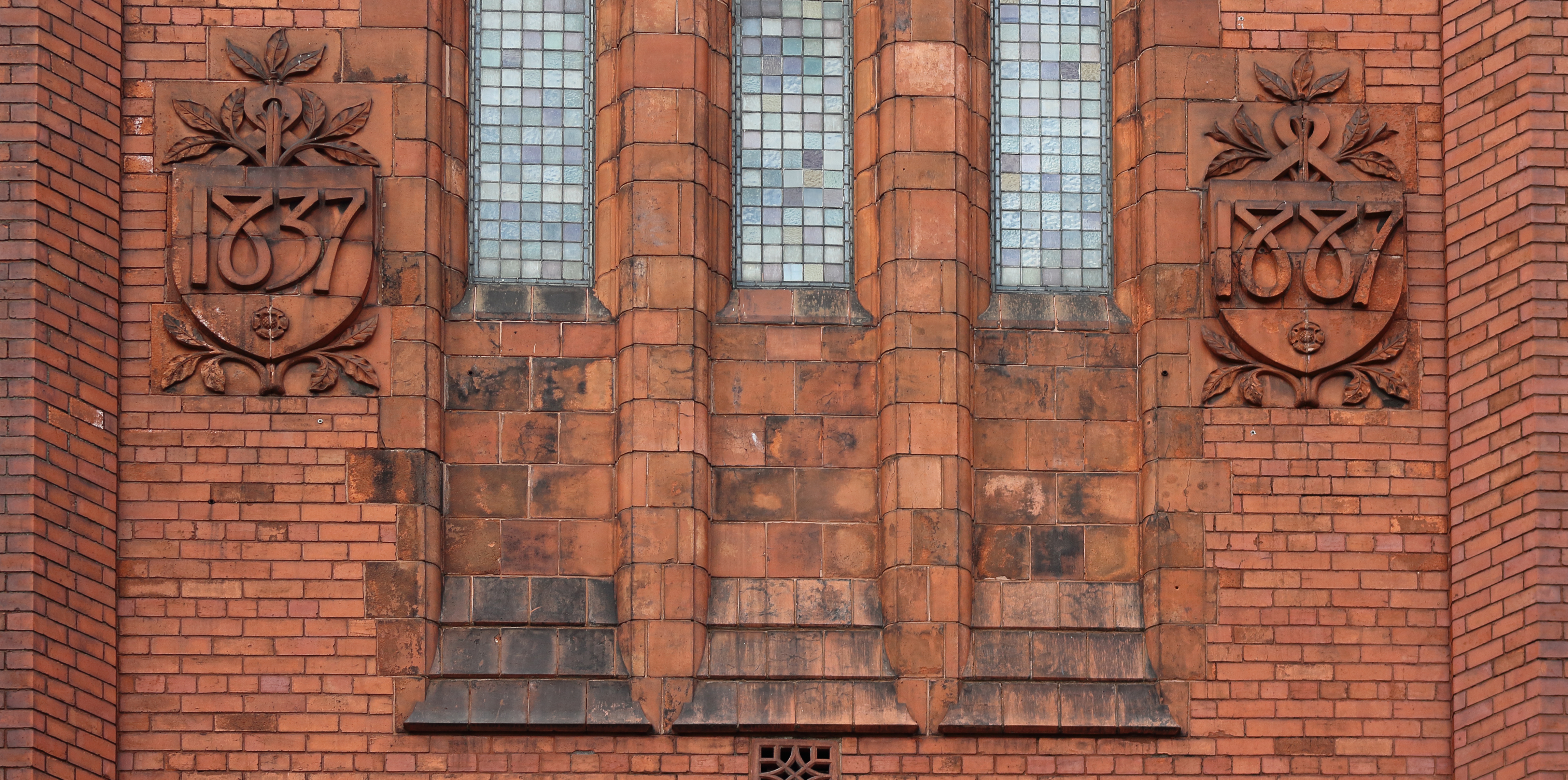
Башня корпуса Виктории Ливерпульского университета, с памятными терракотовыми табличками в честь Золотого юбилея
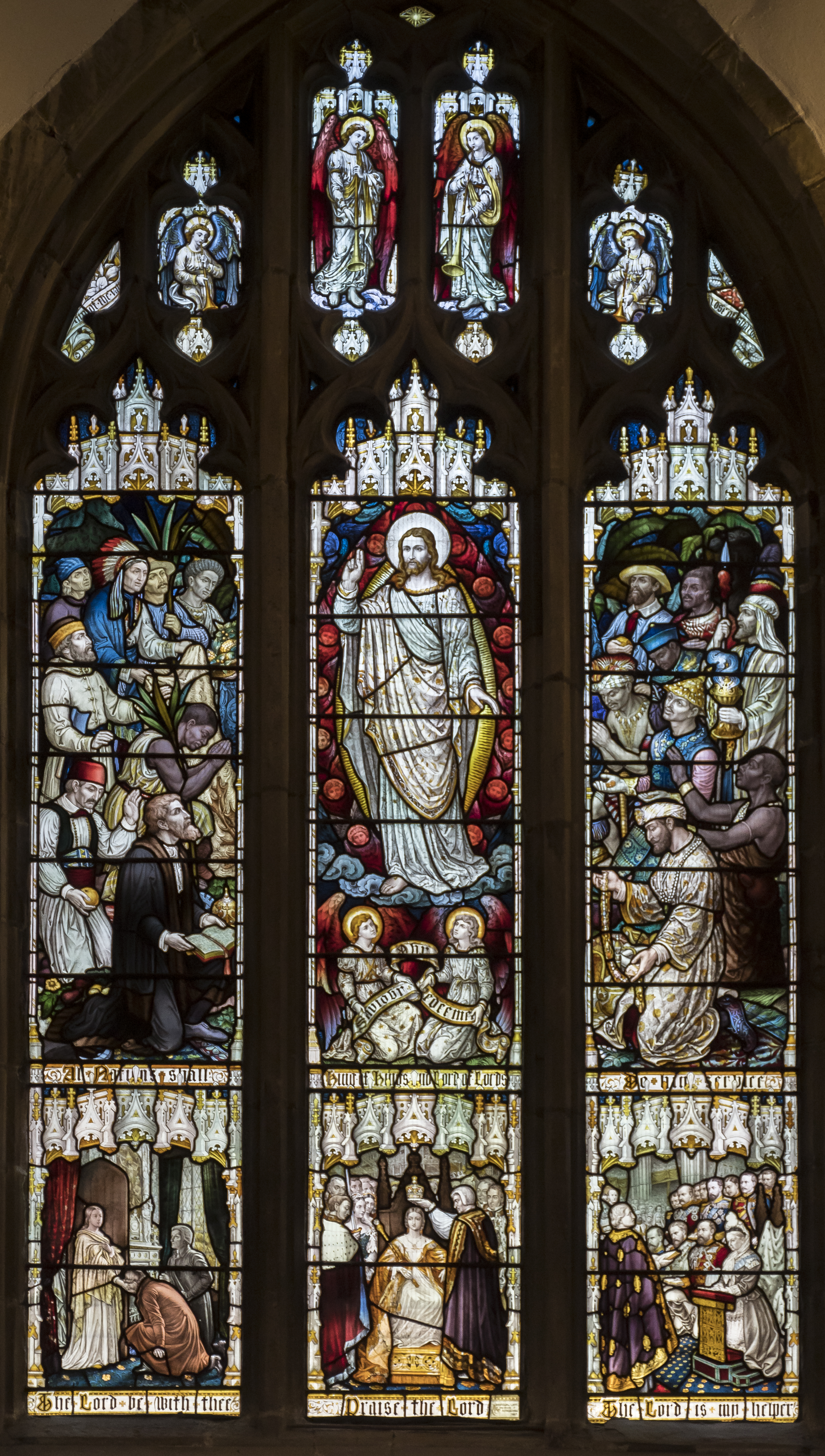
Витраж в монастыре Малверн, посвященный юбилею
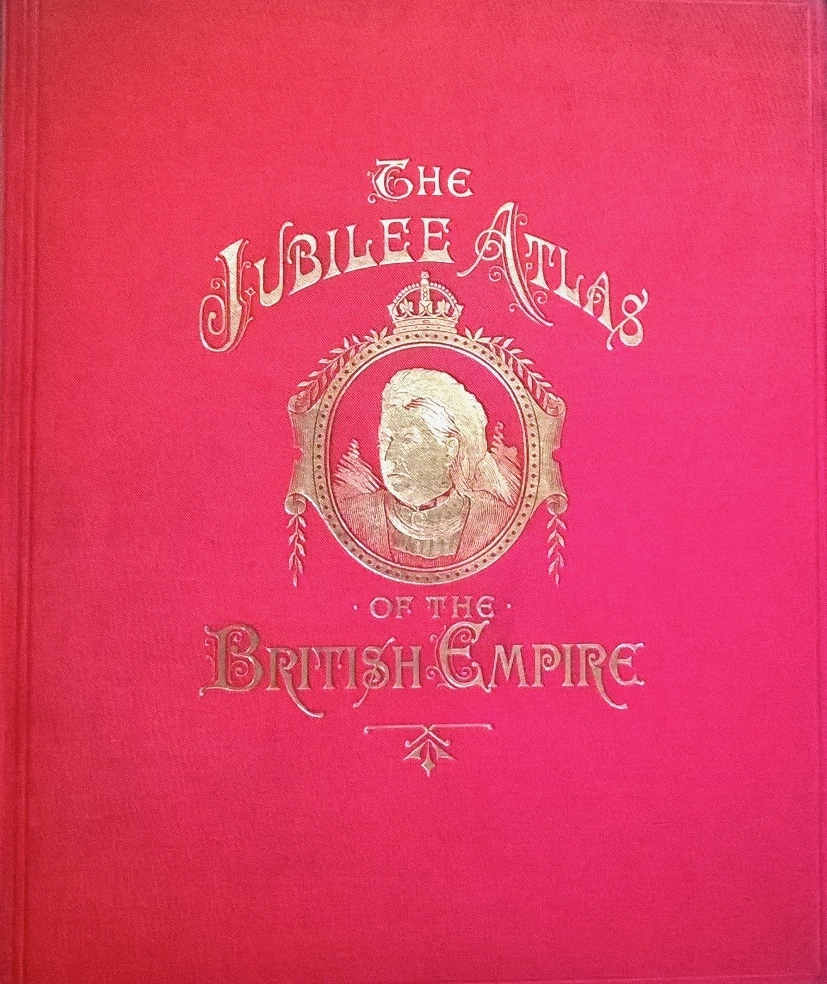
Юбилейный атлас Британской империи Джона Франкона Уильямса
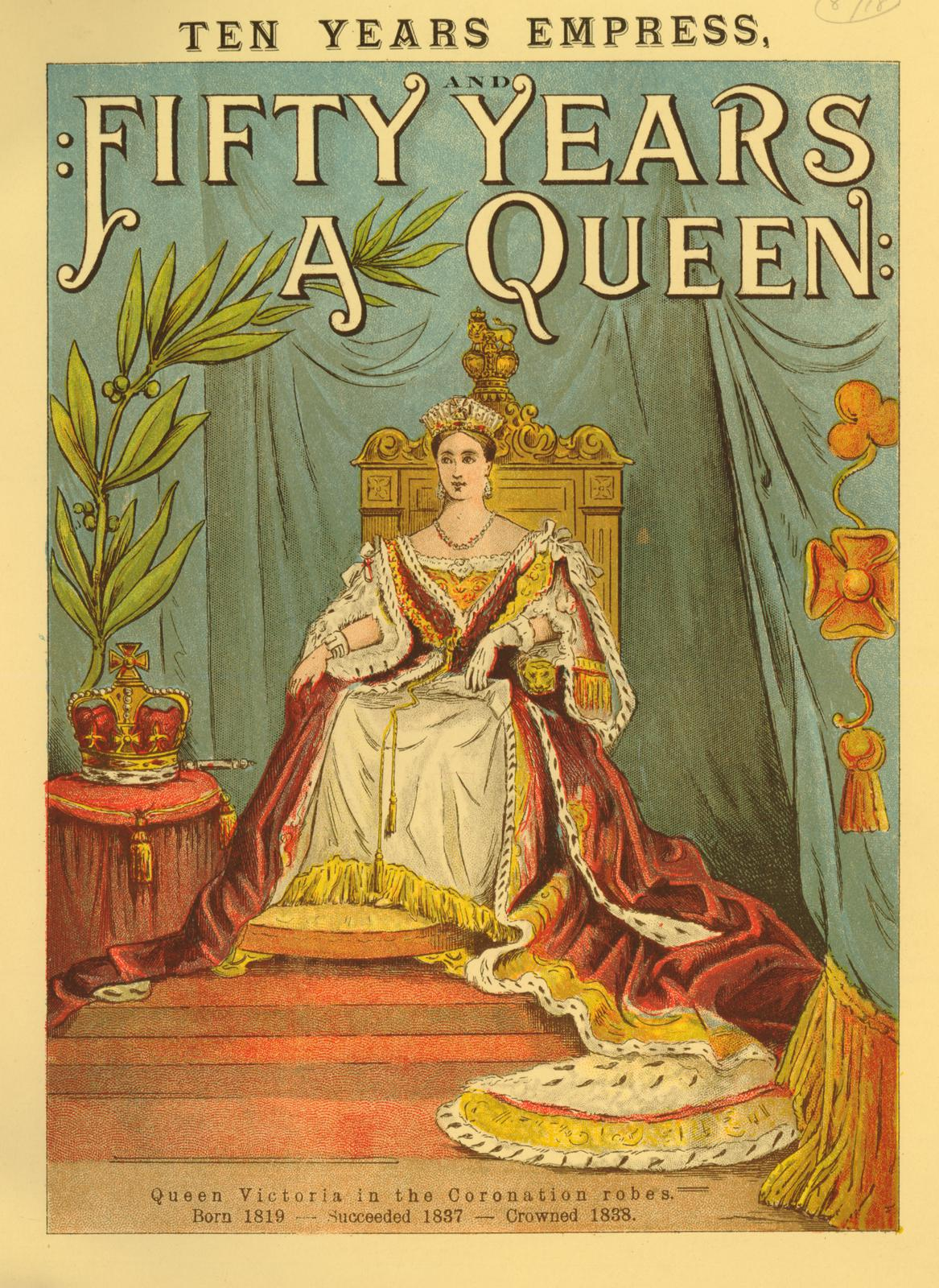
Десять лет императрицы и пятьдесят лет королевы, опубликовано в ознаменовании золотого юбилея королевы, 1887 г.
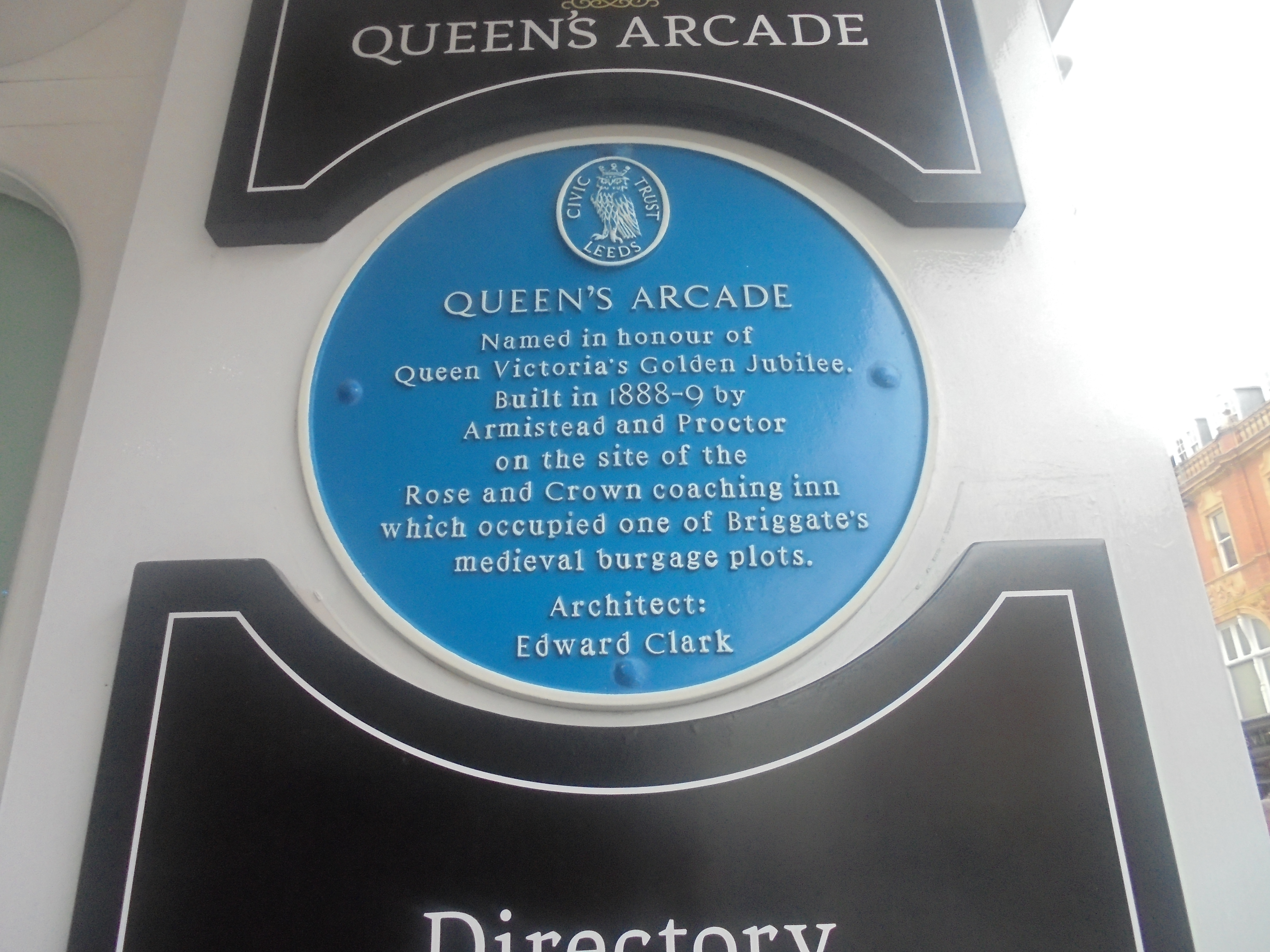
Королевская аркада была названа в честь Золотого юбилея королевы Виктории.
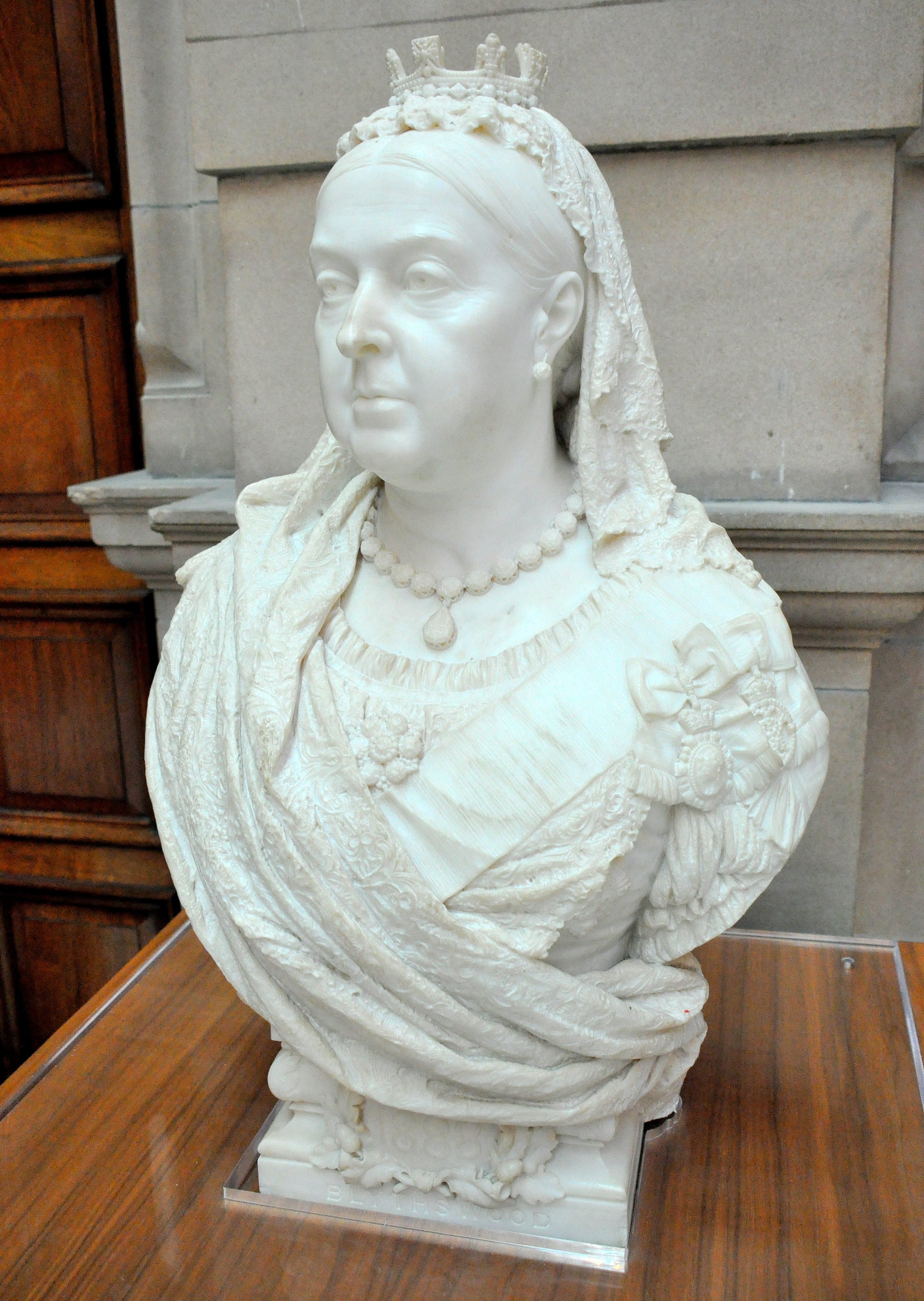
Юбилейный бюст королевы Виктории работы Фрэнсиса Джона Уильямсона, 1887 г.
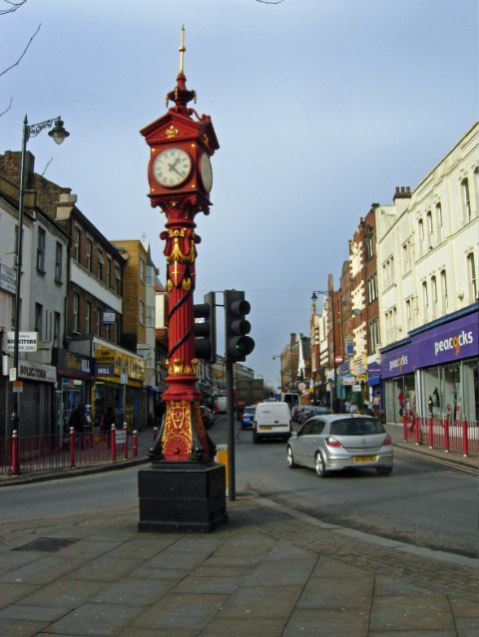
Часы Золотого юбилея в Харлсден, Большой Лондон
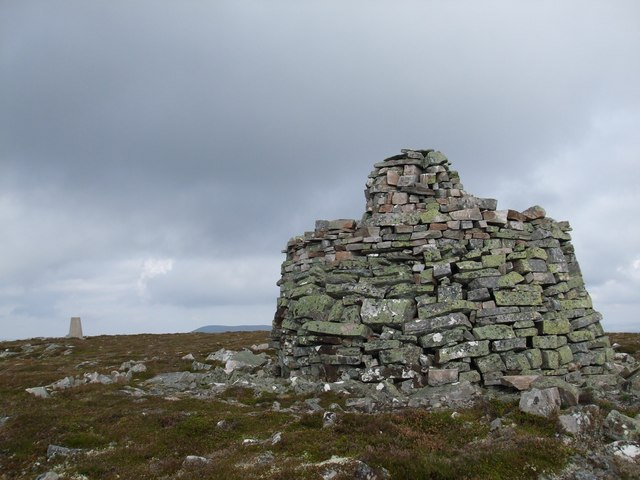
Пирамида  в честь юбилея на вершине Криган-а-Шейз, Морей, Шотландия
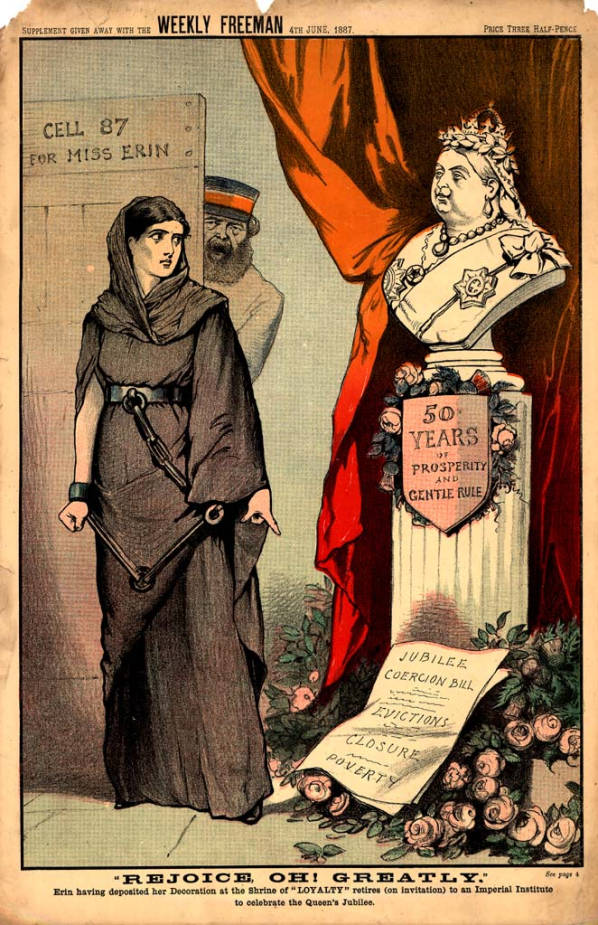
Политическая карикатура ирландского карикатуриста Джона Фергуса О'Хи